# Siemtje Möller

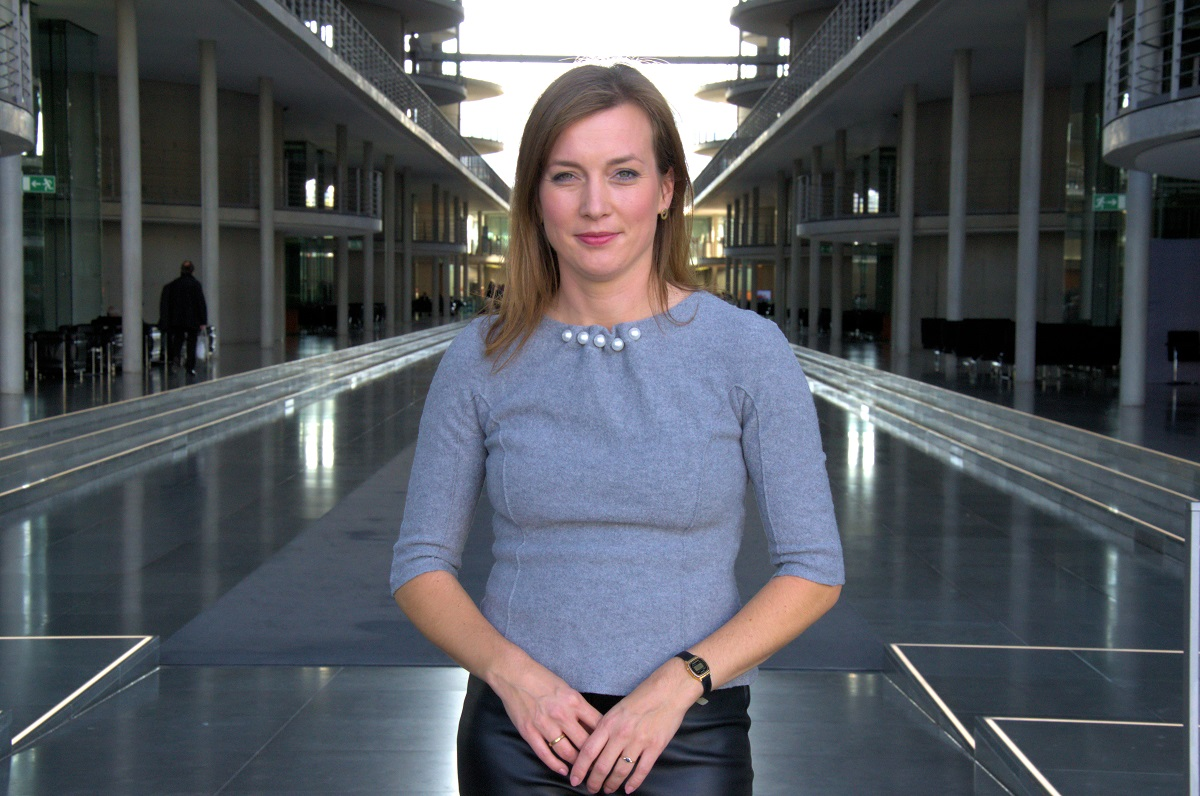
Siemtje Möller em 2019.

Siemtje Möller (nascida em 20 de julho de 1983) é uma professora alemã e política do Partido Social-Democrata (SPD) que actua como membro do Bundestag pelo estado da Baixa Saxónia desde as eleições de 2017.

## Carreira política
Möller tornou-se membro do Bundestag nas eleições federais alemãs de 2017, representando o distrito de Friesland - Wilhelmshaven - Wittmund. Ela é membro do Comité de Defesa, onde é porta-voz do seu grupo parlamentar desde 2020. Além das suas atribuições no comité, ela co-preside o Grupo de Amizade Parlamentar Germano-Ucraniano.
Dentro do seu grupo parlamentar, Möller tem servido como uma dos três palestrantes do Círculo de Seeheim (ao lado de Dirk Wiese e Dagmar Ziegler) desde 2020; ela sucedeu a Johannes Kahrs nessa posição.

## Outras actividades
- Fórum Empresarial do Partido Social-Democrata da Alemanha, Membro do Conselho Consultivo Político (desde 2020)[5]
- Deutsche Maritime Akademie, Membro do Conselho Consultivo[6]